# Charidotella rasilis
Charidotella rasilis es un coleóptero de la familia Chrysomelidae.
Fue descrita científicamente en 1926 por Spaeth.